# Bogdan Ier le Fondateur
Pour les articles homonymes, voir Bogdan et Bogdan Vodă.
Le voïvode Bogdan de Cuhea (ou Bogdan-Vodă ; Bogdan Ier le Fondateur), né en 1307 et mort en 1365 à Rădăuți, est la deuxième figure fondatrice de la principauté de Moldavie, en régnant de 1359 à 1365.
Cnéz du Maramureș, il quitte la région après une querelle avec le roi de Hongrie, Louis Ier, entre en Moldavie, et dépose le prince Bâlc, petit-fils de Dragoș. La monarchie étant élective dans les principautés valaques (comme en Hongrie et Pologne voisines), le prince (voïvode, hospodar ou domnitor selon les époques et les sources) était élu par et parmi les boyards et, pour être nommé, régner et se maintenir, s'appuyait fréquemment sur les puissances voisines, hongroise, polonaise ou ottomane.
Les chroniques ottomanes commencent à nommer la Moldavie Bogdan ou Bogdania en référence à cet évènement. Durant son règne, les premières monnaies moldaves sont frappées, et portent cette inscription : Moneda Moldaviae-Bogdan Waiwo(da).
À l'opposé de ses prédécesseurs qui étaient restés proches de la couronne hongroise, il renforce la position de la Moldavie et assure son indépendance une décennie après son accession au trône. Il résiste avec succès aux ambitions hongroise et polonaise et se confronte aux Mongols à l'est (voir la Horde d'or).
À sa mort le prince Bogdan Ier est inhumé dans l'église Bogdana de Rădăuți qui sera la nécropole des premiers princes de Moldavie.